# Bathampton

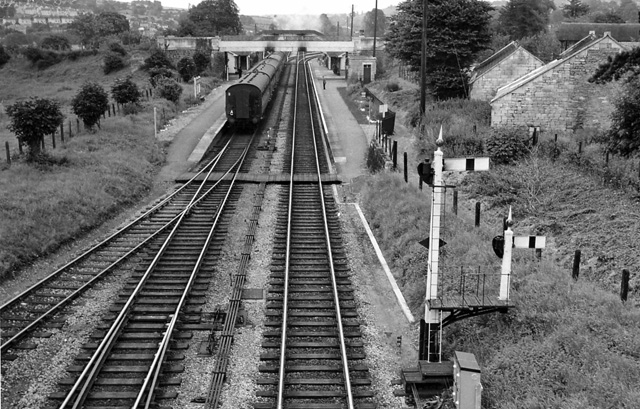
Az egykori vasútállomás 1963-ban

Bathampton (IPA: /bɑːθ ˈ æmptən , bæθ-/) falu és polgári község 3 km-rel Bathtól keletre, Angliában, az Avon folyó déli partján. A plébániának 1603 lakosa van. 
A Kennet és az Avon-csatorna áthalad a falun, és egy fizetős híd köti össze Bathamptont Batheastonnal a csatorna északi partján.

## Története
A Bathampton Camp egy univallate vaskori domberőd, körülbelül három kilométerrel a falutól keletre. A lelőhelyet 1904–1905-ben és 1952–54-ben tárták fel, emberi és állati maradványokat, kerámiát és kovakőpelyheket találtak. 
A plébánia része volt a hamptoni száznak.
A falut korábban Bathampton vasútállomás szolgálta ki, de a pusztító Beeching-vágások miatt bezárták.
A gyurmát 1900 és 1983 között a szintén itt élő William Harbutt által alapított cég gyártotta a faluban.

## Önkormányzat
A plébánia tanácsa felelős néhány helyi ügyért, ideértve a tanács működési költségeinek fedezésére vonatkozó éves adóelőírást (helyi adó), valamint az éves beszámolók elkészítéséért a nyilvánosság számára. Elbírálja a helyi tervezési pályázatokat, és együttműködik a helyi rendőrséggel, a kerületi tanács tisztségviselőivel és a szomszédosrendőrcsoportokkal bűnözési, biztonsági és közlekedési ügyekben. A plébániai tanács feladata továbbá a községi létesítmények, például a községháza vagy a közösségi ház és sportpályák, a játszóterek karbantartására és javítására irányuló projektek kezdeményezése, valamint a kerületi tanáccsal való konzultáció az autópályák karbantartásával és javításával kapcsolatban. Feladata továbbá a vízelvezetés, járdák, közösségi közlekedés, utcatisztítás megszervezése. A természetvédelmi ügyek (beleértve a fákat és a műemlék épületeket) és a környezetvédelmi kérdések is a hatáskörébe tartoznak.
A plébánia Bath és North East Somerset egységes fennhatósága alá tartozik, amelyet 1996-ban hoztak létre, az 1992-es helyi önkormányzati törvény értelmében. Egyszintű helyi önkormányzatot biztosít, amely a területén belül szinte az összes önkormányzati funkcióért felelős, beleértve a helyi tervezést és építésfelügyeletet, a helyi utakat, az önkormányzati lakásokat, a környezet-egészségügyet, a piacokat és a vásárokat, a hulladékgyűjtést, az újrahasznosítást, a temetőket, a krematóriumot, a szabadidős szolgáltatásokat, a parkfenntartást és a turizmust. Felelős továbbá az oktatásért, a szociális szolgáltatásokért, a könyvtárakért, a főutakért, a tömegközlekedésért, a kereskedelmi szabványokért, a hulladékkezelésért és a stratégiai tervezésért, bár a tűzoltó-, rendőrségi és mentőszolgálatot más hatóságokkal közösen biztosítják az Avon Tűzoltó- és Mentőszolgálattal, a Somerset Rendőrséggel és a Délnyugati Mentőszolgálattal  karöltve.
Bath és North East Somerset területe Somerset ceremoniális megye egy részét fedi le, de a nem nagyvárosi megyétől függetlenül igazgatják. Adminisztratív központja Bathban van. 1974. április 1. és 1996. április 1. között ez volt Avon megye Wansdyke körzete és Bath városa. 1974 előtt a plébánia a Bathavon vidéki körzet része volt.
A plébánia a „Bathavon North” választókerület része. Amellett, hogy Bathamptont, Bathfordot és Batheastont is lefedi, keletre Kelstonig húzódik. Ennek az egyházközségnek a teljes lakossága a 2011-es népszámláláskor 7147 fő volt.
A plébánia képviselteti magát az Egyesült Királyság parlamentjének alsóházában az északkeleti Somerset részeként. Egy országgyűlési képviselőt választ a választási rendszeren túl. Ugyancsak része volt az Európai Parlament délnyugat-angliai választókerületének, mielőtt Nagy-Britannia 2020 januárjában kilépett az Európai Unióból, amely hét európai parlamenti képviselőt választott meg a pártlistás arányos képviselet d'Hondt-módszerével .

## Földrajza

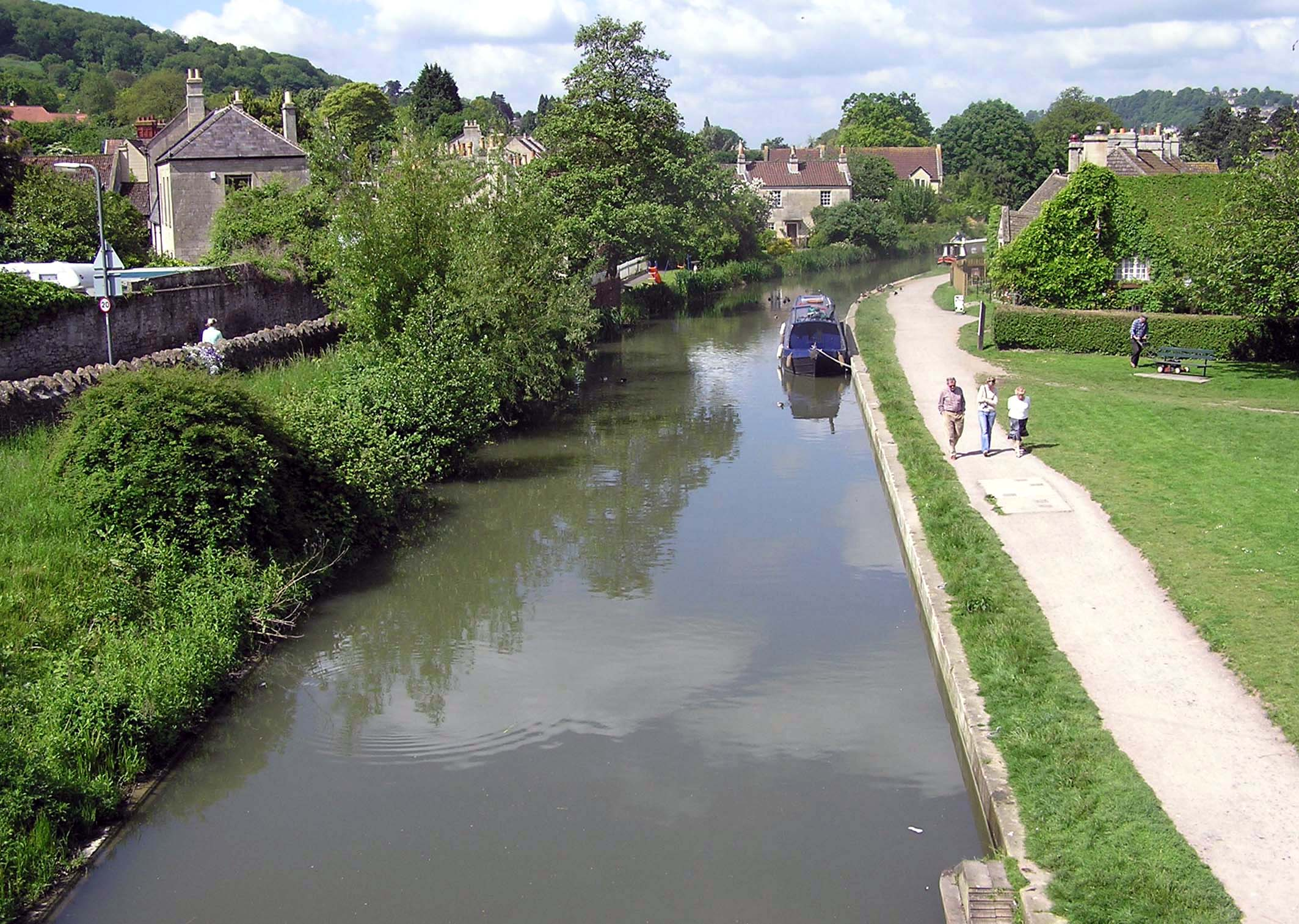
A Kennet és az Avon-csatorna a falu szélén halad át

### Bathampton Rocks
Bathampton fölött van egy meredek lejtő, amelyen intenzív kőbányászat folyik a csúcs közelében, a mai Bathampton Rocks nevű területen, amely Bathampton Downhoz vezet. Egészen az 1950-es évek végéig látható volt a kő völgybe hordásához használt pálya; átkelt az A36-os főúton a Szárazív néven ismert rövid sziklahídon. Ezt 1958-ban lebontották, mivel túl alacsony volt az emeletes buszok és egyéb forgalom számára. A Bathampton Rocks a Bathampton Patrol (kiegészítő egységek) hadműveleti bázisának helyszíne volt a második világháború alatt. az OS Grid Ref ST778651 címen.

### Bathampton Meadows

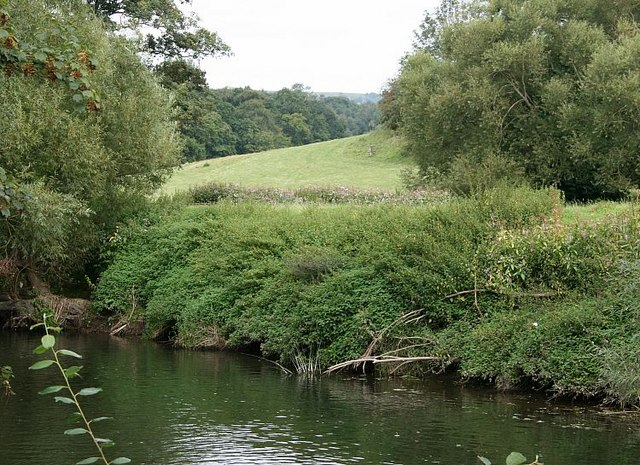
Az Avon folyó és rétek Claverton és Bathampton között, a távolban Banner Down

Az A46 Bathampton elkerülő út építésekor egy kilenc hektáros árterületet hoztak létre, hogy árvízmentességet biztosítsanak. A kialakított vizes rétek és a holtágas tó számos vándormadár számára vonzónak bizonyult, gázlómadárral, mint a duntyúk, a gyűrűs és kis gyűrűs lile, valamint tavasszal és ősszel a zöld és a közönséges homokfülke. Partifecskét és jégmadarat rendszeresen láttak a holtágaknál, és más költözőmadarak között szerepelt a sárga billegető, rozsdás csuk és a hobbi is.
2009-ben a helyi tanács a réteket lehetséges új parkként és kirándulóhelyként jelölte meg a város forgalmi torlódásainak enyhítése érdekében. 2017 januárjában a megerősítette, hogy a Bathampton Meadows-i terület a város keleti részén elhelyezkedő park és lovaglóhely kialakítását részesítette előnyben, A tulajdonos, Steve Horler azonban azt mondja, hogy nem hajlandó eladni a földet. A z erre vonatkozó terveket 2017-ben a lakosság tiltakozása miatt feladták.
2022 januárjában a National Trust bejelentette 40 angol hold (16 ha) Bathampton Meadows, a rét nagy része megszerzését. A réten keresztül három mérföldes gyalogos útvonalat alakítanak ki.

## Tereptárgyak
A falu fölött található a Sham Castle, egy kilátó, amelyet 1762-ben Richard James, Ralph Allen kőművesmestere épített, hogy "javítsa a kilátásokat" Allen Bath-i városi házából. Ez egy paravánfal, amelynek középső hegyes íve két háromszintes kör alakú torony szegélyezi, amelyek oldalirányban egy kétszintes négyzet alakú toronyig terjednek a fal mindkét végén. Éjszaka az objektum ki van világítva.

## Temploma

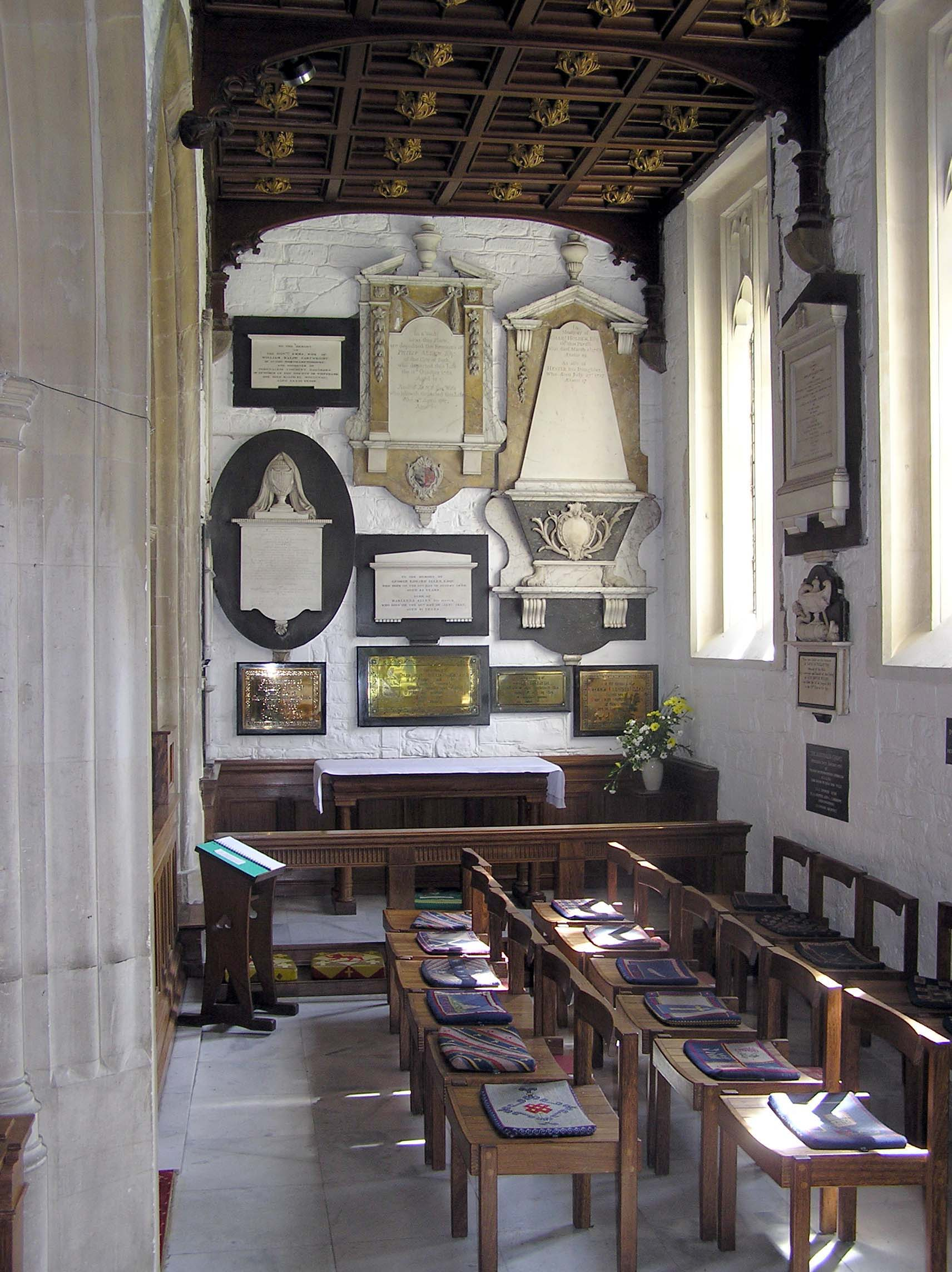
Az Ausztrália-kápolna a Szent Miklós-templomban

A 13. században John Stafford, aki később Canterbury érseke lett, Bathampton vikáriusa volt.

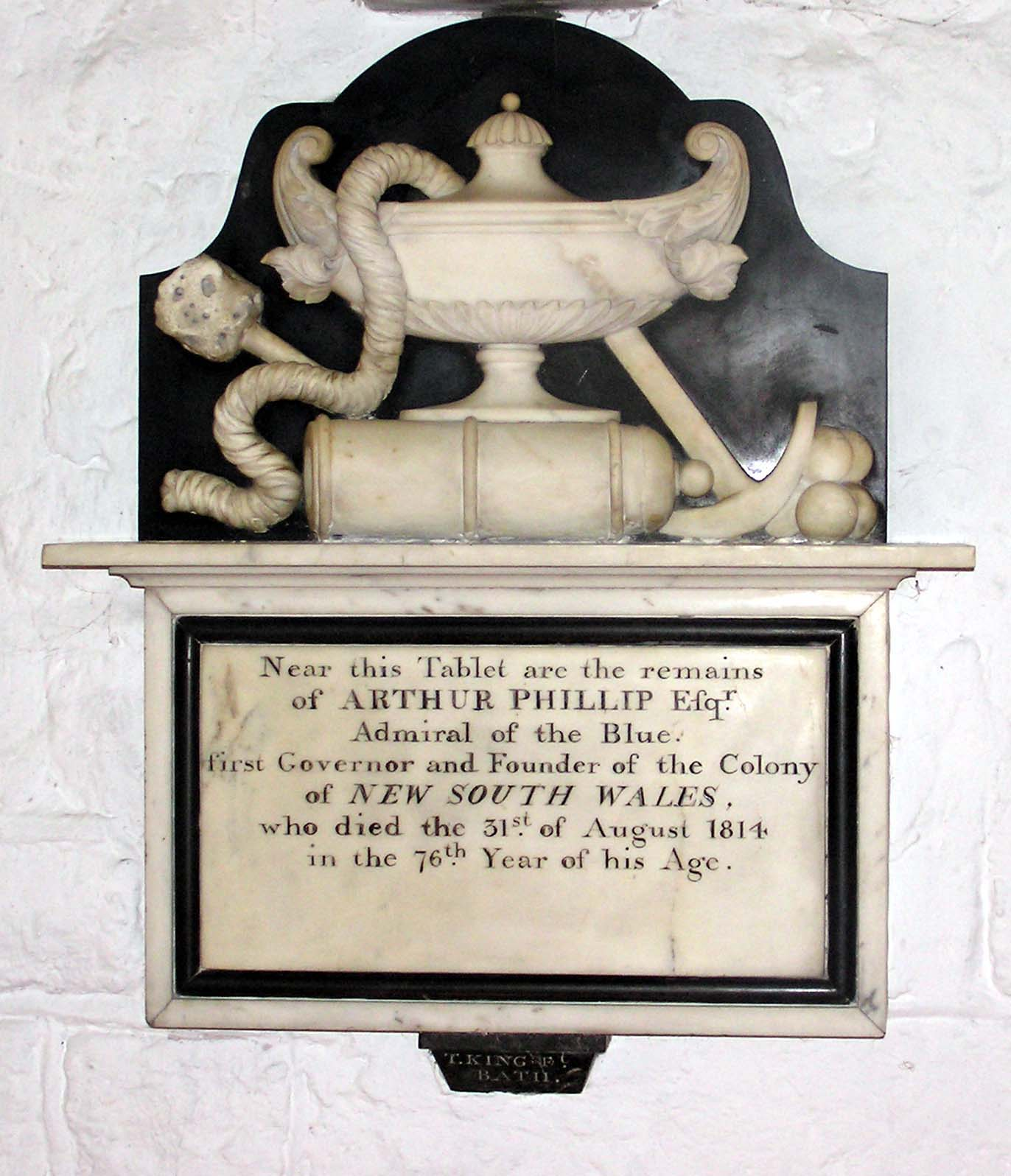
Arthur Phillipnek, Új-Dél-Wales (Ausztrália) első kormányzójának emlékműve a Szent Miklós-templomban

A Szent Miklós-plébániatemplom 13. századi eredetű, 15. századi átalakításokkal és toronnyal. A 18. század közepén Ralph Allen gótikus elemeket adott hozzá, miután 1731-ben házassággal megszerezte a Bathampton-kastélyt. Az épületet tovább restaurálták, és az északi folyosót 1858-ban Henry Goodridge, a szentélyt pedig 1882-ben Charles Edward Davis építette. A déli folyosón található "ausztrál kápolna" az Allen családnak és Arthur Phillip admirálisnak, Új-Dél-Wales első kormányzójának állít emléket. Phillipet 1814-ben bekövetkezett halála után a templomban temették el, a sírt azonban csak 1897-ben fedezték fel, és Új-Dél-Wales miniszterelnöke, Sir Henry Parkes restauráltatta. A szentély ablakain a szövetségi kormány és a hat ausztrál állam címere látható.
A templom udvarában van eltemetve a francia arisztokrata, Adolphe, Vicomte du Barry, aki házassága révén unokaöccse és Madame du Barry közeli barátja,naki XV. Lajos legendásan gyönyörű szeretője volt. A vicomte a közeli Bathban élt, amikor egy ír kalandorral, Rice kapitánnyal vívott párbajban meghalt.

## Fordítás
- Ez a szócikk részben vagy egészben  a   Bathampton című angol Wikipédia-szócikk fordításán alapul.  Az eredeti cikk szerkesztőit annak laptörténete sorolja fel. Ez a jelzés csupán a megfogalmazás eredetét és a szerzői jogokat jelzi, nem szolgál a cikkben szereplő információk forrásmegjelöléseként.